# Marjan Kandus
Marjan Kandus (Maribor, Reino de Yugoslavia,  23 de septiembre de 1931-21 de noviembre de 2024) fue un baloncestista esloveno que jugó en la posición de base.

## Carrera

### Club
Jugó toda su carrera con el AŠK Olimpija de 1950 a 1965, equipo con el que ganó la Liga Yugoslava de Baloncesto en cuatro ocasiones y la Copa Yugoslava de Baloncesto en 1960.

### Selección nacional
Ganó la medalla de oro en los Juegos Mediterráneos de 1959 en Beirut y finalista en el EuroBasket de 1961, además de su participación en los Juegos Olímpicos de Roma 1960 donde Yugoslavia terminó en el sexto lugar.

## Logros

### Club
- Liga Yugoslava de Baloncesto (4): 1957, 1959, 1961, 1962
- Copa Yugoslava de Baloncesto (1): 1960

### Selección nacional
- Juegos Mediterráneos (1): 1959